# Tmarus nigrescens
Tmarus nigrescens là một loài nhện trong họ Thomisidae.
Loài này thuộc chi Tmarus. Tmarus nigrescens được Cândido Firmino de Mello-Leitão miêu tả năm 1929.